# Ворона Анатолій Григорович
Анатолій Григорович Ворона (нар. 1950, с. Керчево, Чердинський район, Пермська область) — прикамський художник-графік, майстер декоративно-прикладного мистецтва. В 1970 році закінчив Уральське училище прикладного мистецтва в Нижньому Тагілі. З 1982 року живе в Солікамську. Постійний учасник обласних, міських (з 1977 року) і федеральних виставок (з 1994 року). З 1988 року — персональна виставка в Солікамському історико-креведческом музеї (нині у філії «Художній музей» Солікамського краєзнавчого музею).

## Біографія

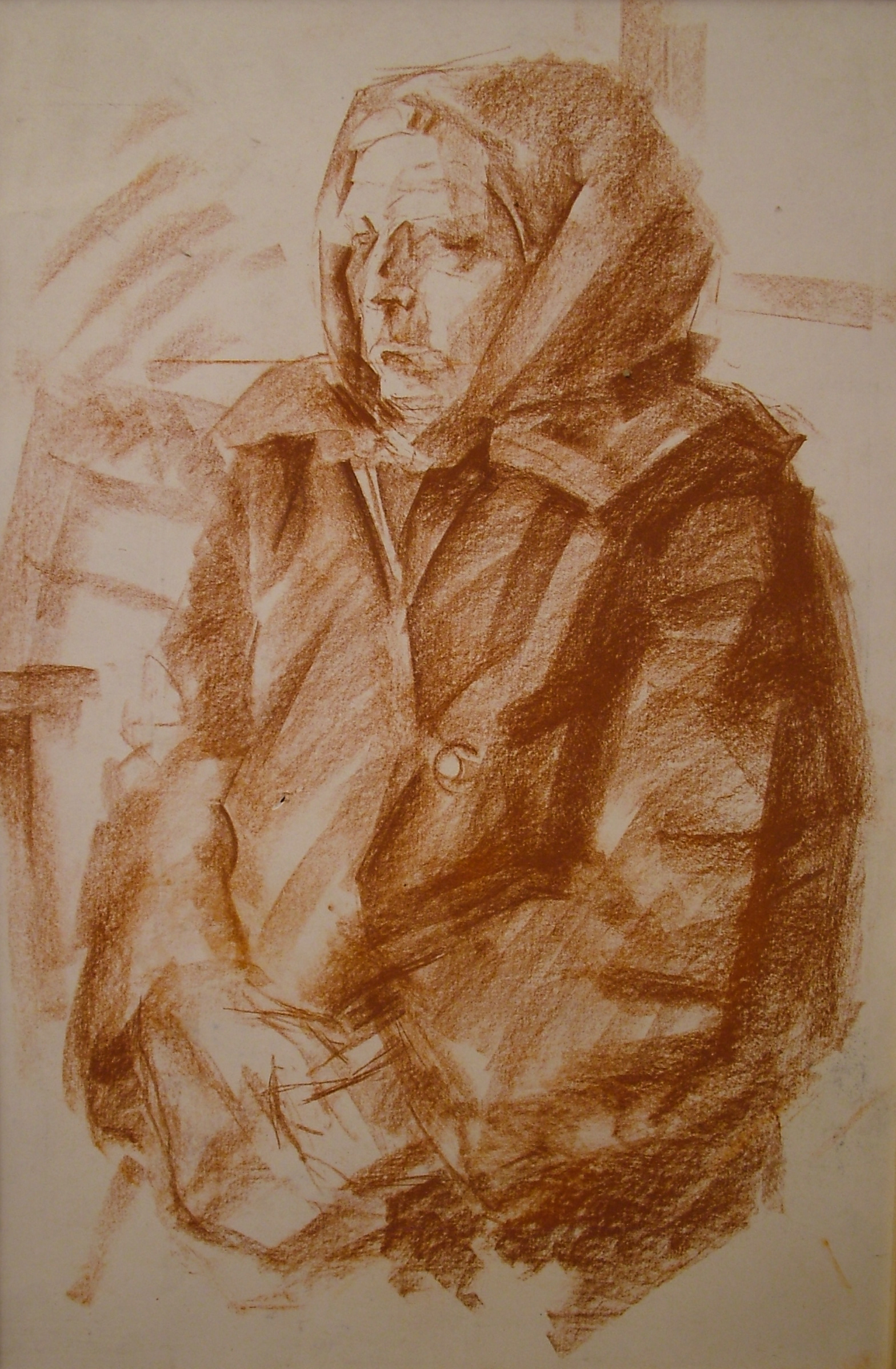
«Мама». Папір, сангіна. 1993 рік

Після закінчення в 1970 році Нижньотагільського училища прикладного мистецтва, де він навчався на каменерізному відділенні й отримав кваліфікацію майстра по каменю, переїхав у місто Перм і поступив на роботу на експериментальний ювелірно-гранувальний завод. Потім у Солікамську став працювати художником-оформлювачем у краєзнавчому музеї. Викладав у Солікамській дитячій художній школі (мистецтво виготовлення декоративної глиняної іграшки).

## Творчість
Анатолій Ворона виступає і як живописець, і як графік, і як майстер декоративно-прикладного мистецтва, працює з керамікою. В Художньому музеї Солікамського краєзнавчого музею експонуються його картини, скульптури, твори мініатюрного живопису на емалі (емалеві плакетки). Багато років А.Г. Ворона працював над графічними циклами — серіями «Уральські частівки», «Старий Солікамськ» та ін., вивчав історію Верхньокам'я, місцеві художні промисли і ремесла, фольклор. Увагу художника також звернено до портретного жанру: його художниі роботи висвічують глибини людських характерів і доль.
Художник підходить до народного твору як співавтор. Роботи виділяють непідробний гумор і лукаство, стають самостійними мініатюрними шедеврами, привертають увагу до фольклору, наприклад серія листів «Чердиньське весілля». Значну частку в мистецтві майстра займає тема стародавнього міста Солікамська, його архітектурний пейзаж («Вознесенський монастир», «Вулиця Набережна», «Лопухи» та ін.), уральські пейзажі («Березень», «Хмара») і пастелі («Перша зелень», «Вітер. Село Верх-Борова», «Минуле»).
Рідні краї — селище Керчевський — автор зображував у техніці трафарету («Хоровод», «Сплав», «Жнива», «Сінокіс»), а його жителів — у портретах сангіною («Дід», «Баба», «Прадід»), а також у скульптурі.
Особливе місце в творчості займають натюрморти, скульптура (наприклад, «Бюст Карла Ліннея»), також видна прихильність до натурного монохромного малюнку сепією, сангіною, вугіллям та олівцем.

### Галерея

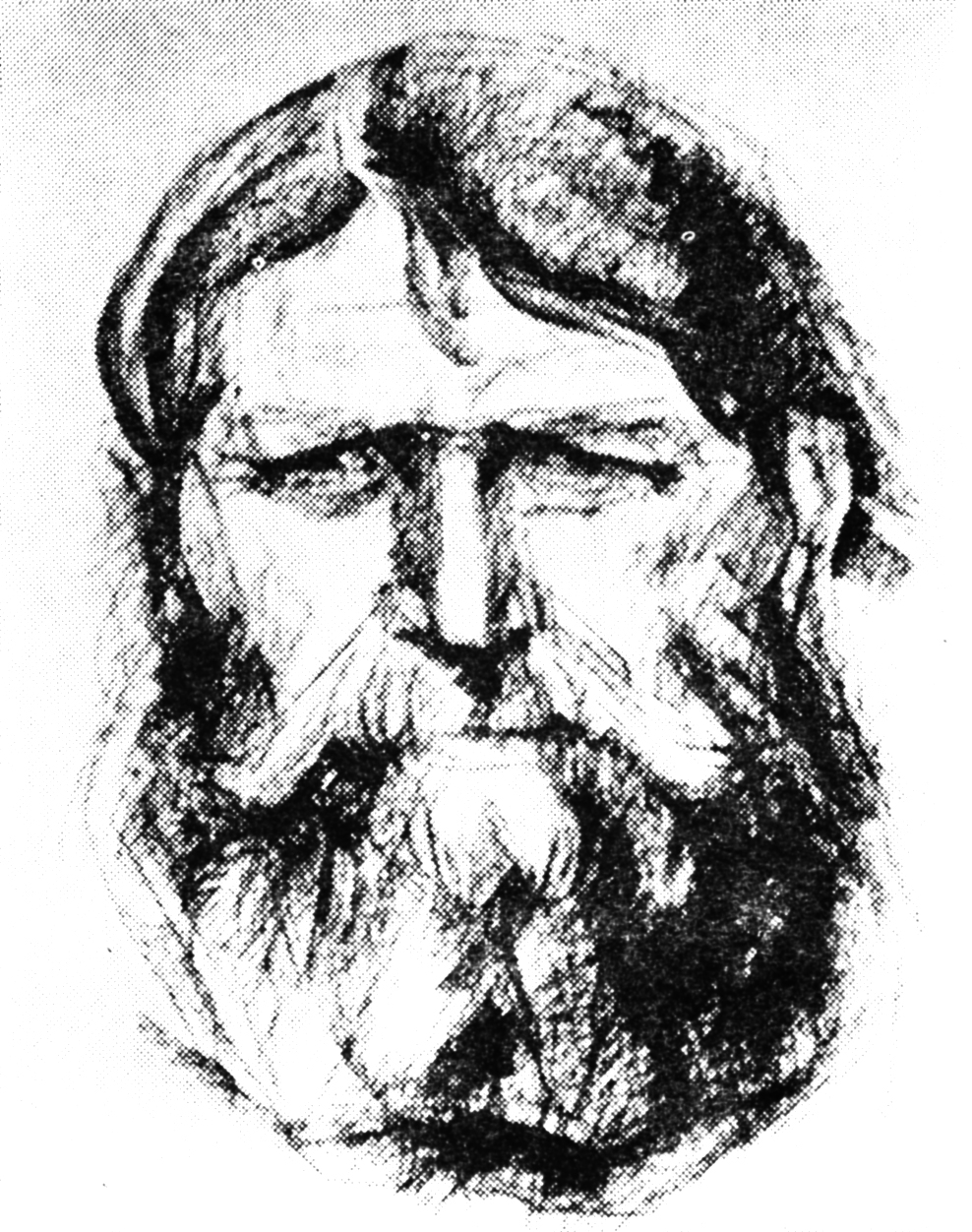
«Прадід». 1986 рік
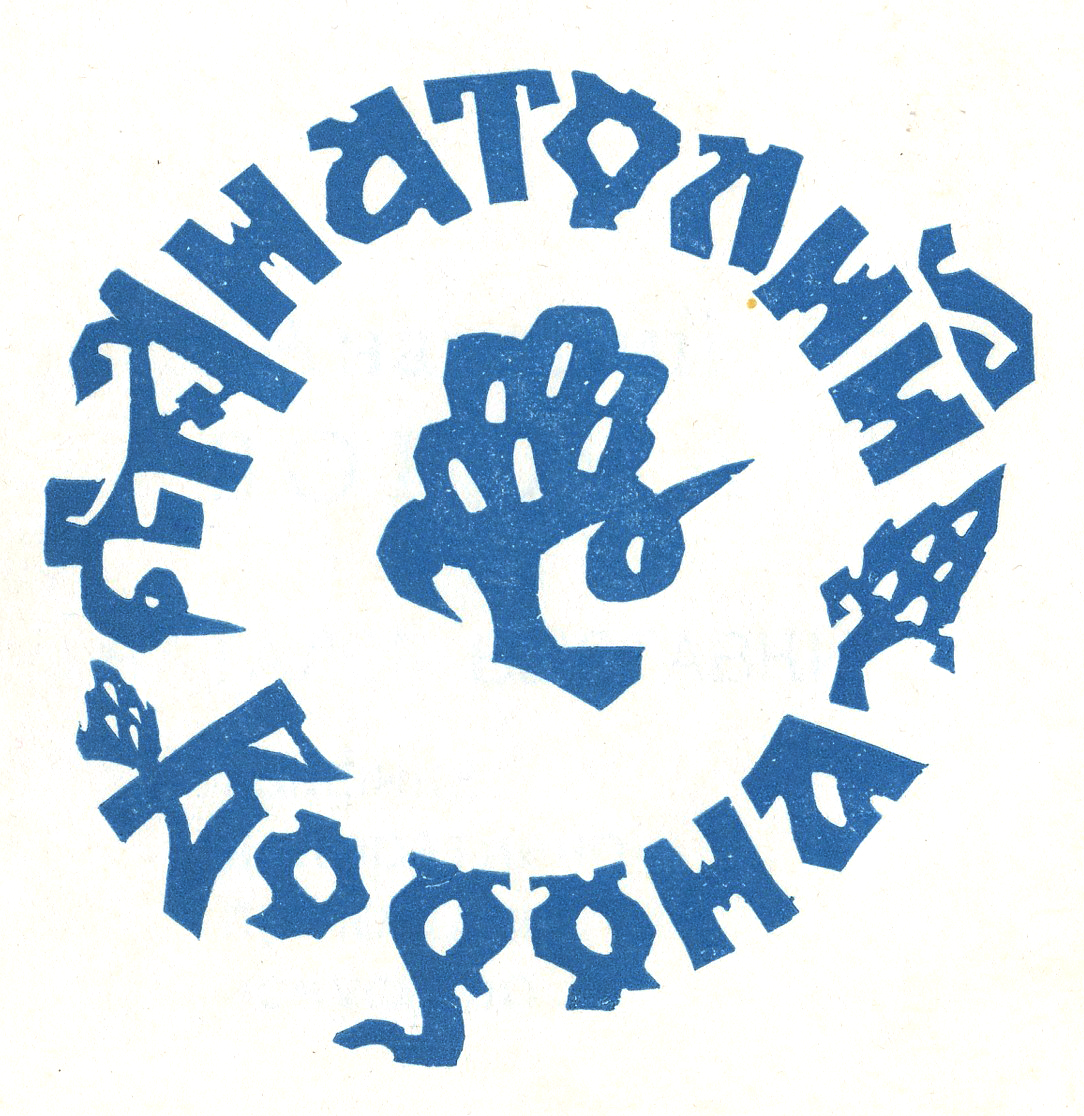
Логотип художника на виставці 1988 року
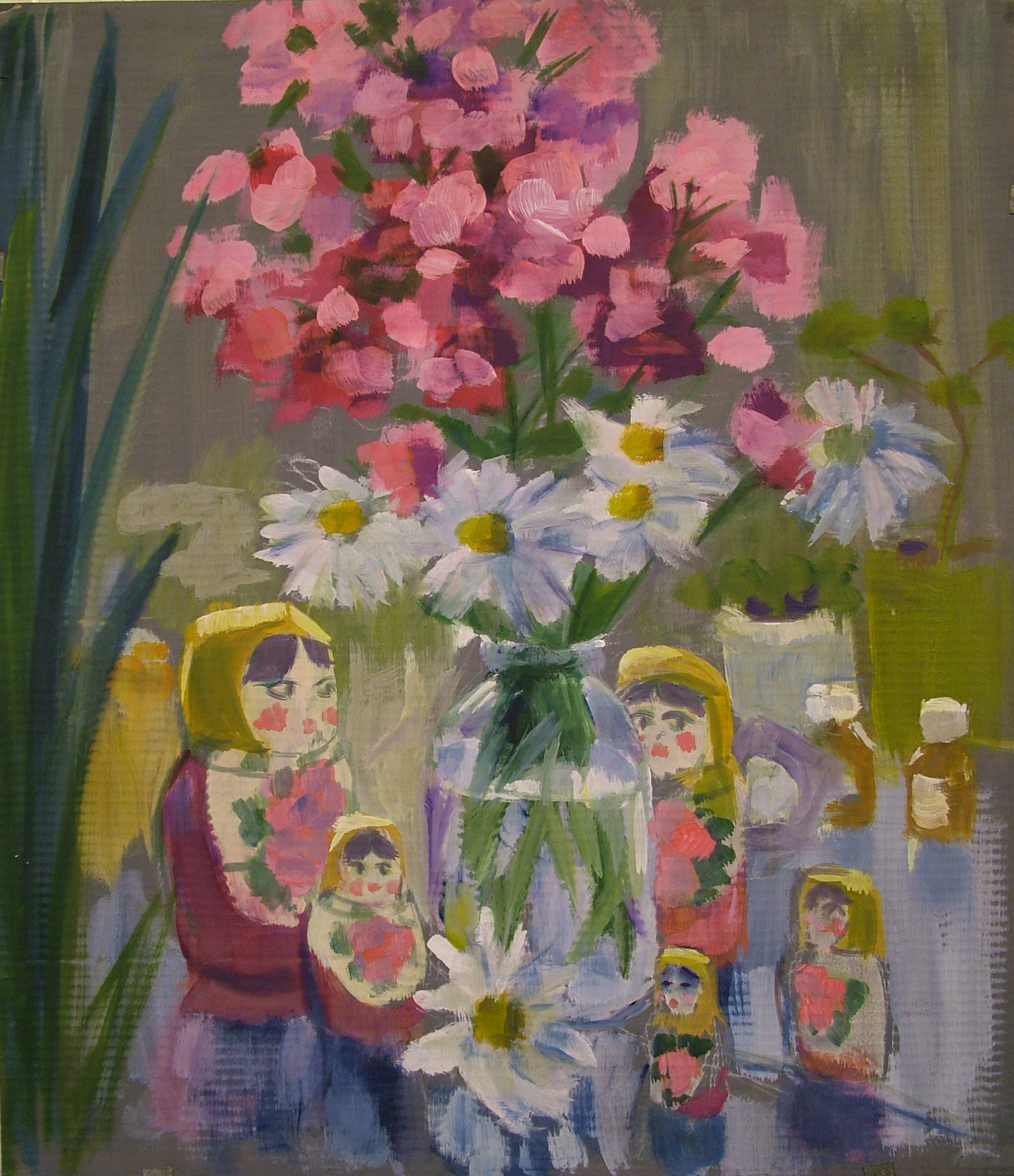
«Хованки». Картон, гуаш. 2004 рік
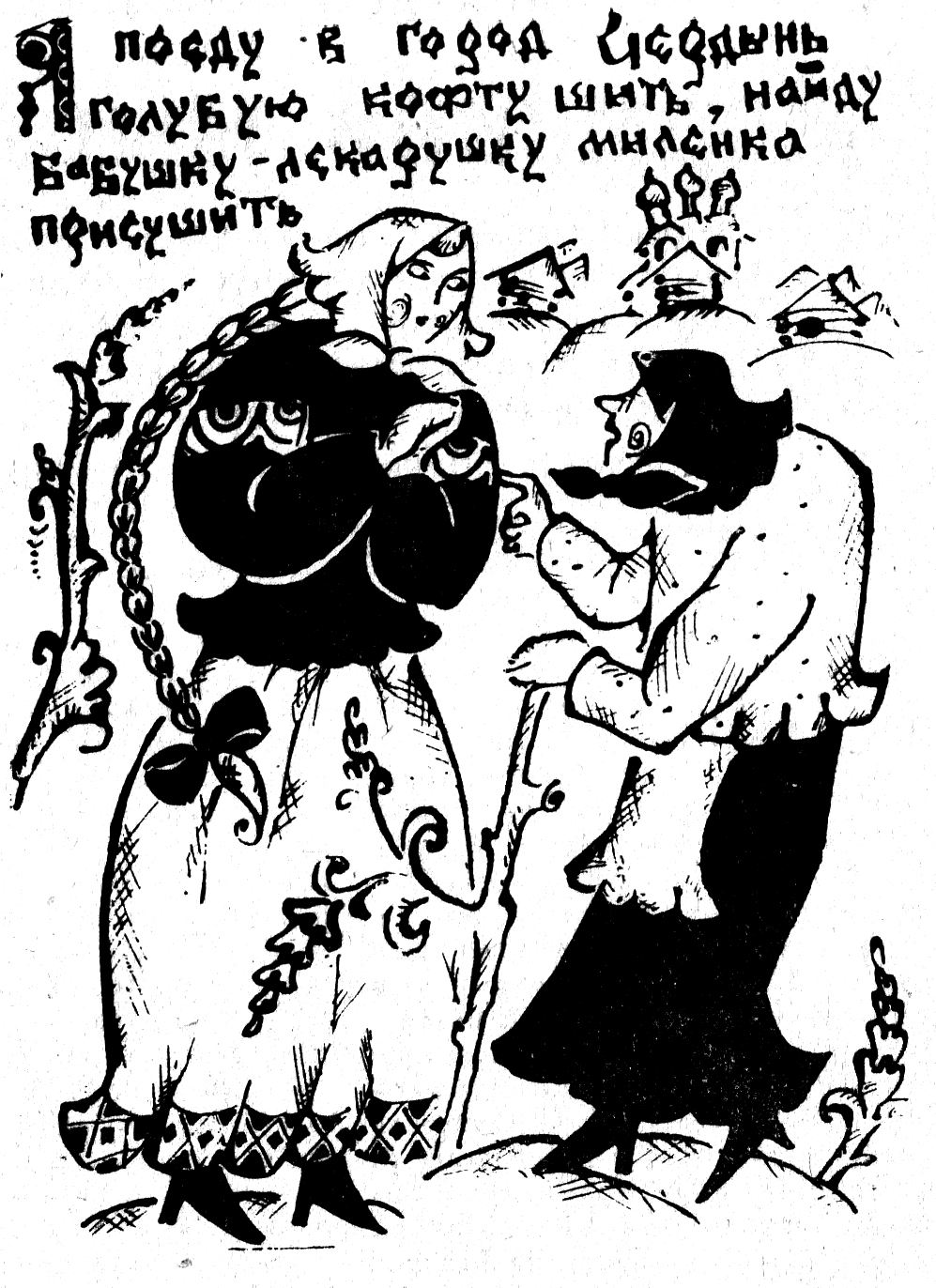
Серія «Уральські частівки». «Я ПОЇДУ В МІСТО ЧЕРДИНЬ...»
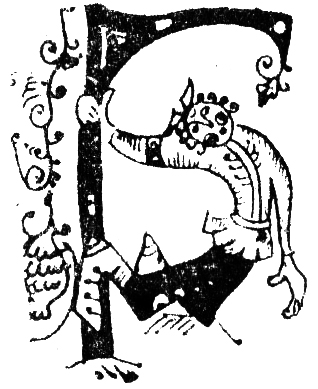
Буквиця Б. 1993 рік
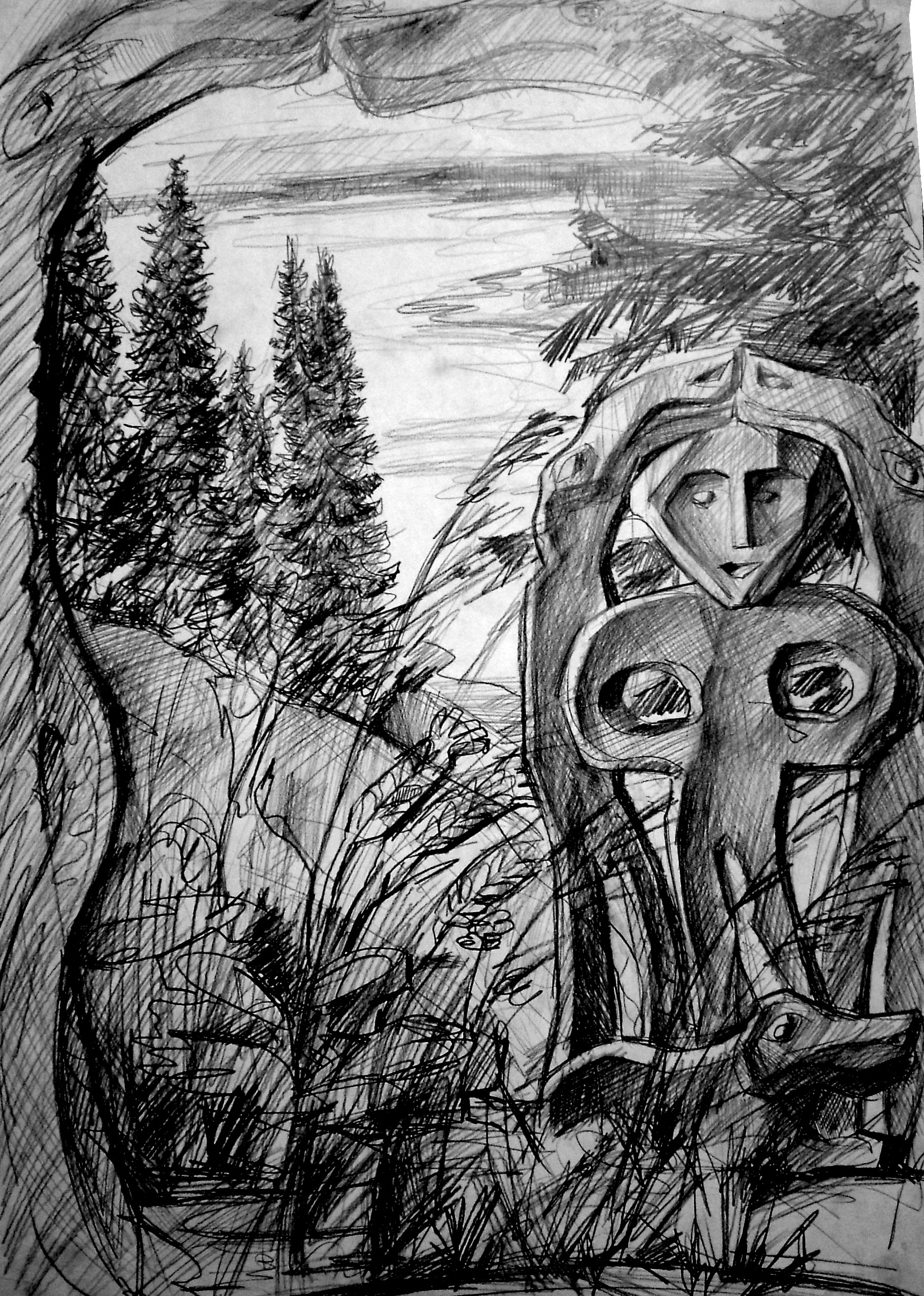
«Чуді». (графіка), 2004 рік
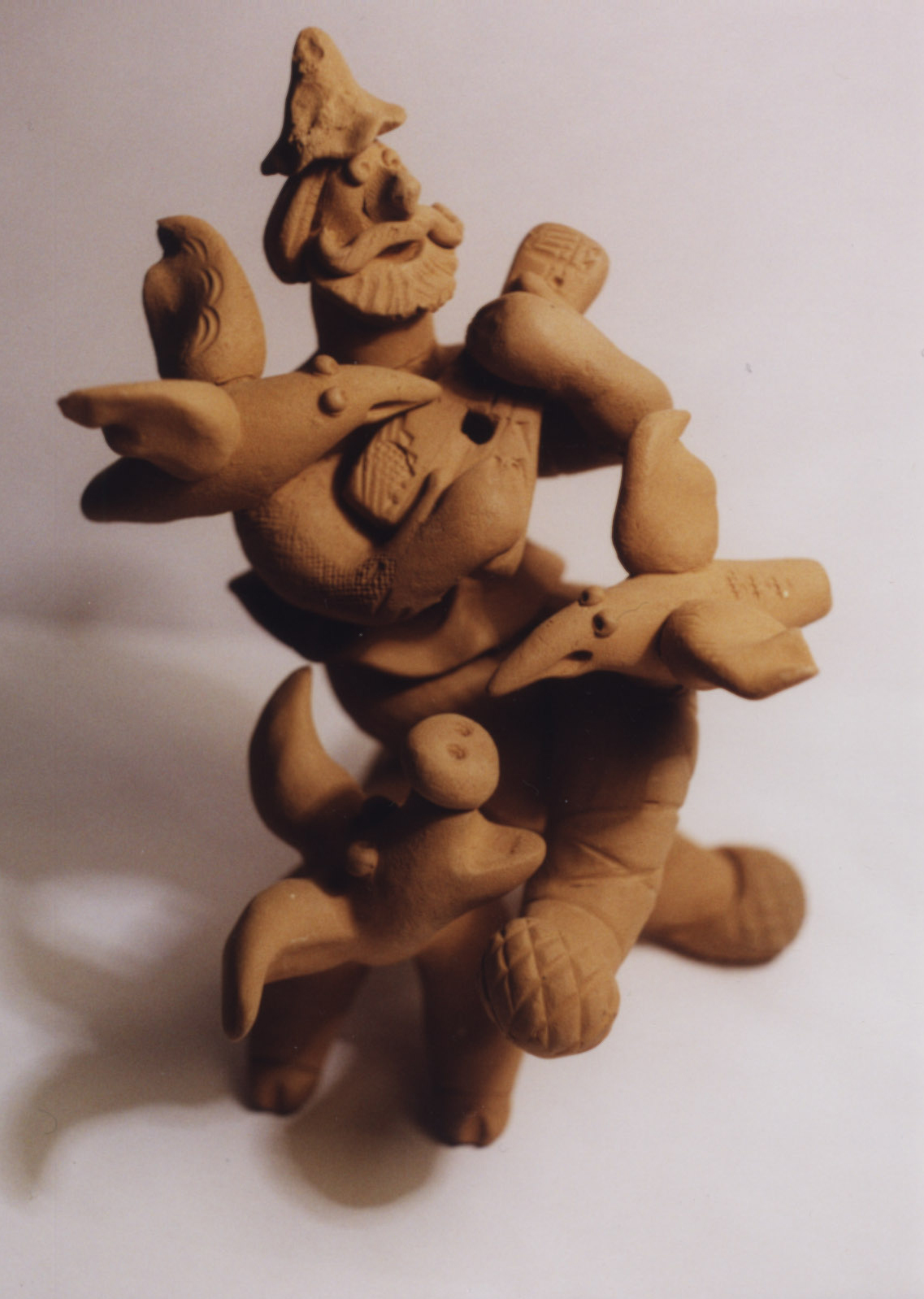
Глиняна іграшка-свистулька «Старий з балалайкою». 1999-2000 рр ..
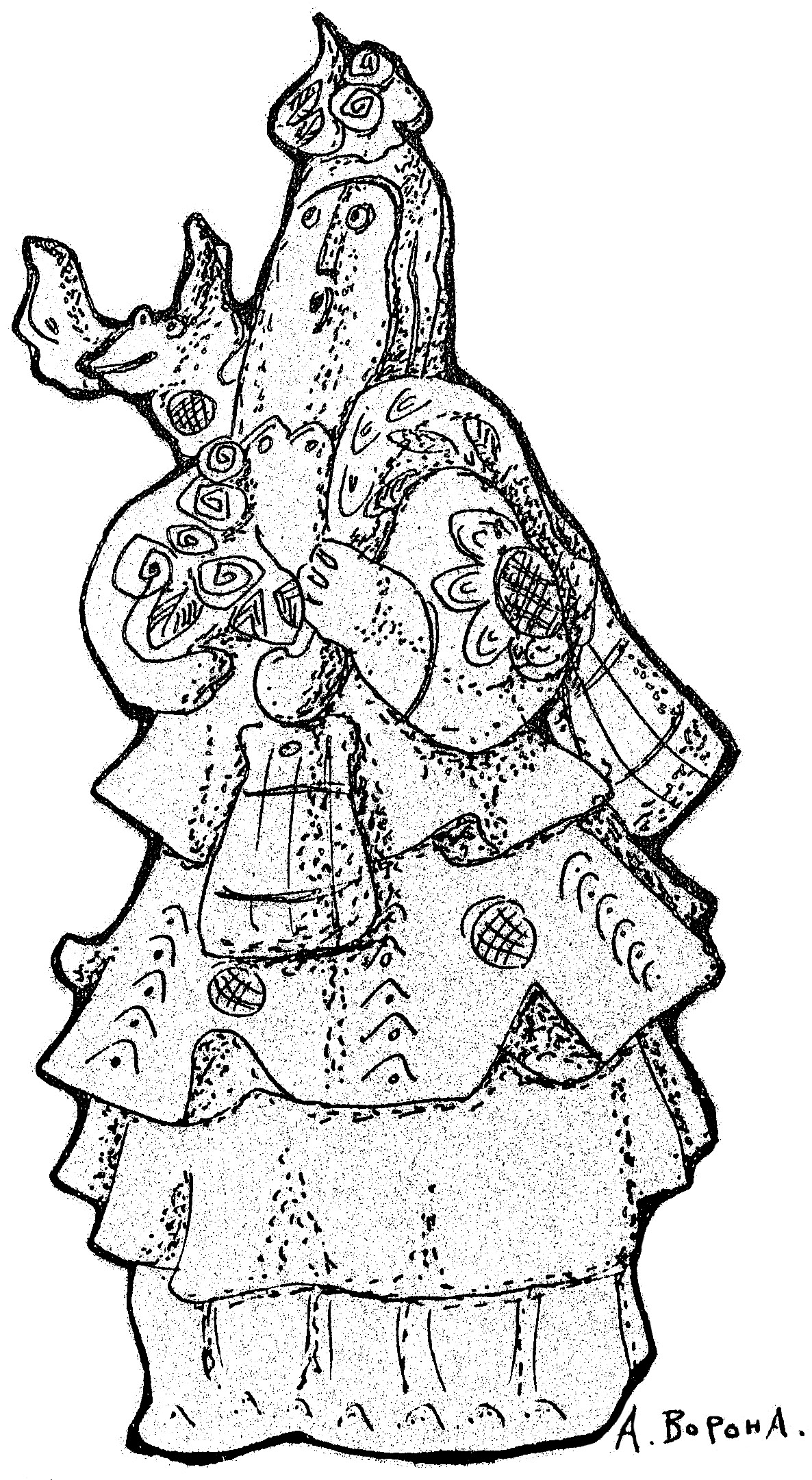
Малюнок глиняної іграшки «З коромислом»
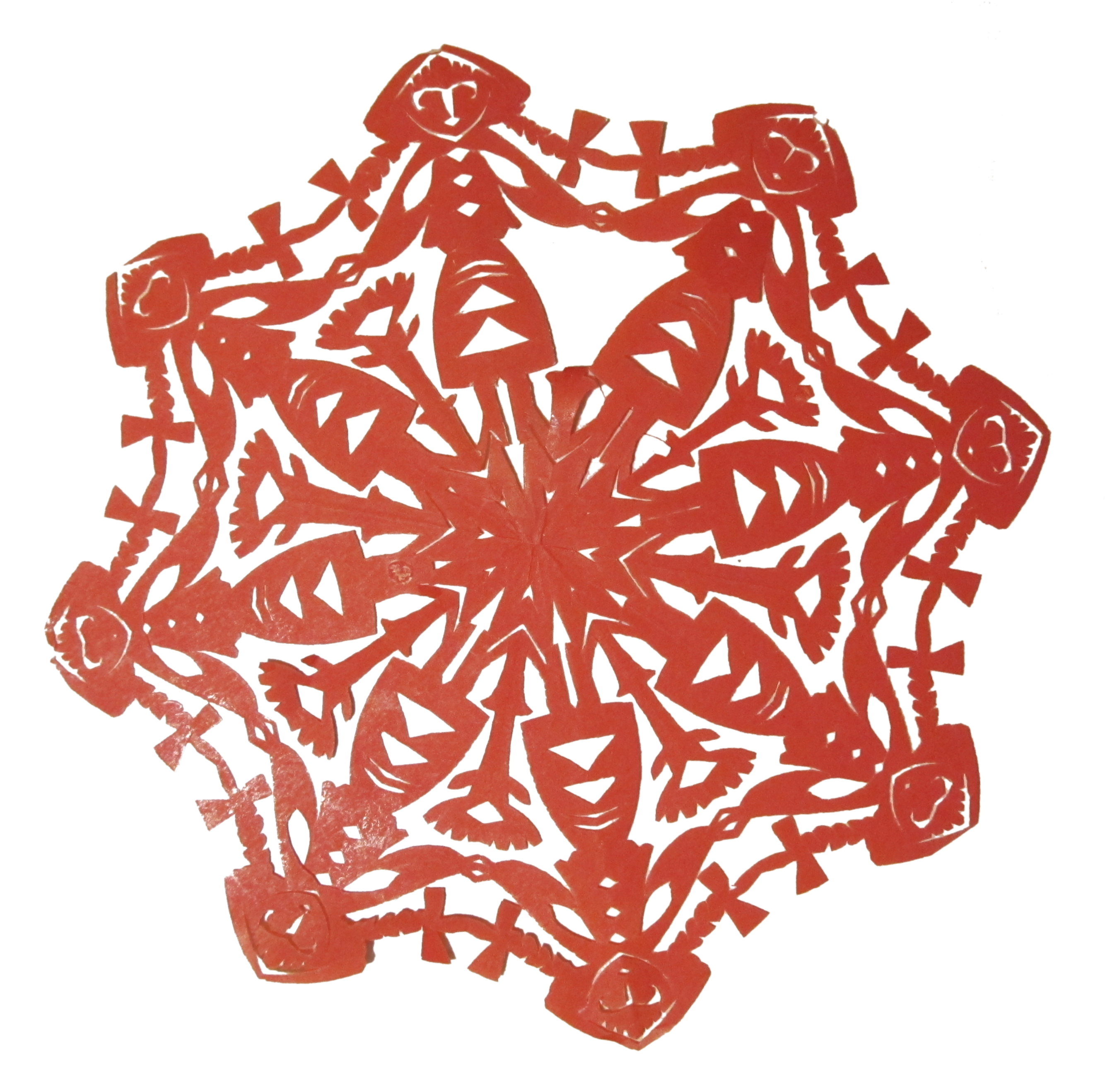
«Хоровод». Техніка трафарету
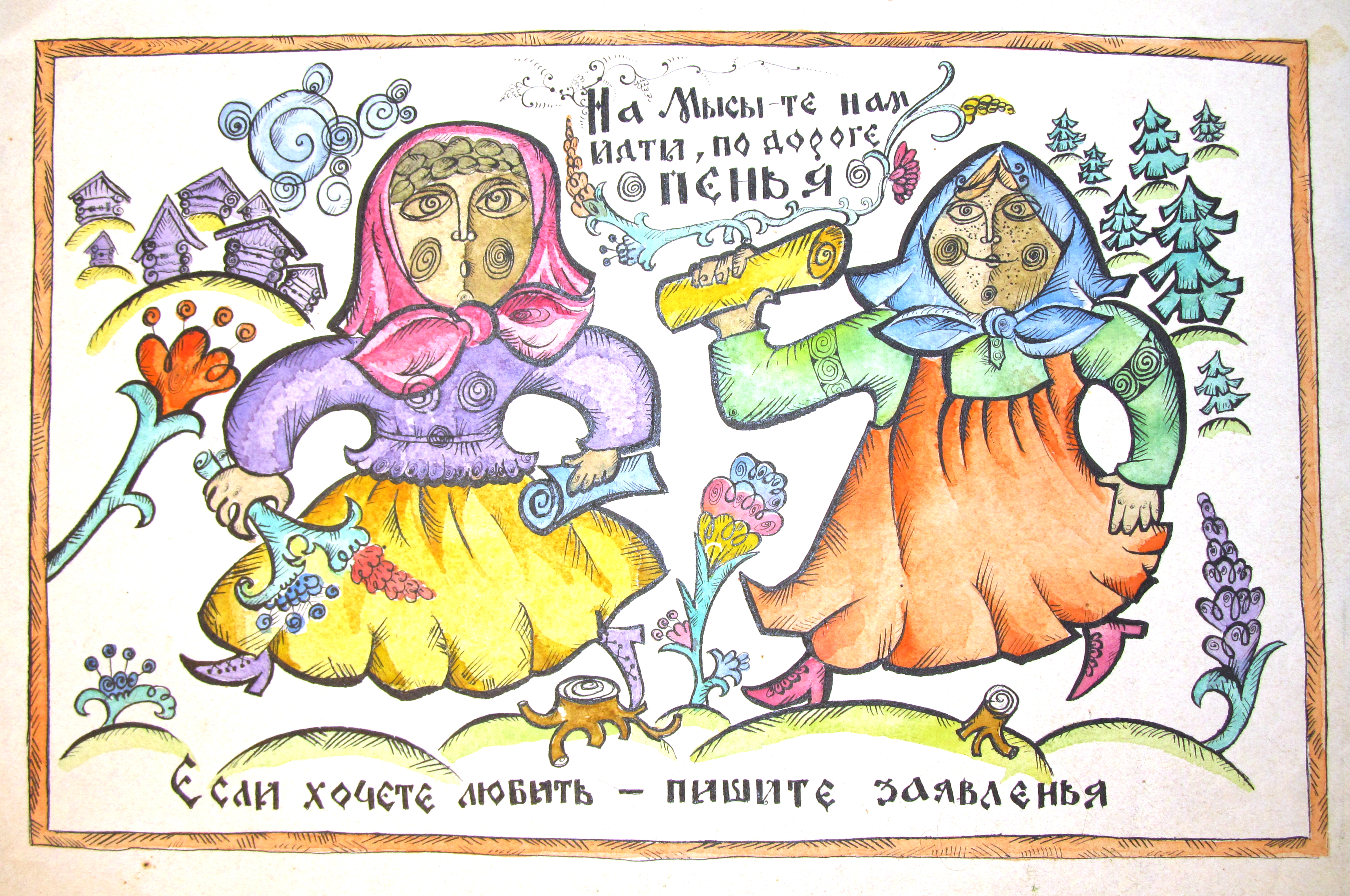
Із серії листів «Чердиньське весілля»

### Пам'ятна дошка Демидову

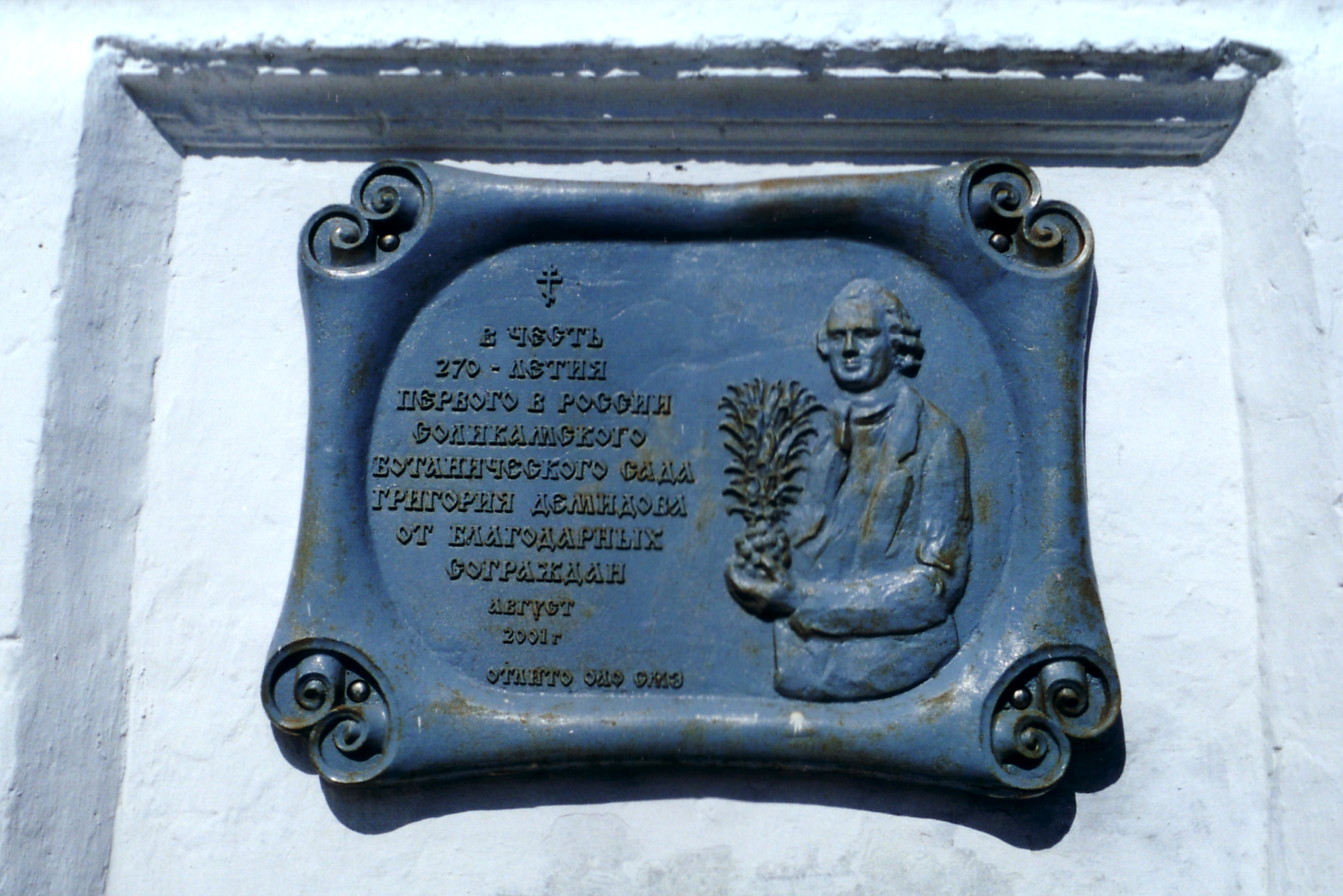
Пам'ятна дошка на честь 270-річчя першого в Росії Ботанічного саду Григорія Демидова, автор-скульптор А. Г. Ворона

На початку 2001 року Оргкомітет з підготовки святкування 270-річчя Солікамського ботанічного саду звернувся до архітектора Петроса Карапетяна і скульптора Анатолія Ворони з пропозицією виготовити пам'ятний знак на честь цього ювілею. Вибір припав на храмову пам'ятну дошку. Сюжетне і стилістичне в дусі XVIII століття виконання дошки визначилося наступним чином. Церква Іоанна Предтечі — храм, побудований не тільки по «схемі корабля», але і нагадує білопарусний фрегат. З допомогою таких високомачтових вітрильників російські сіверяни, в тому числі і солікамці, в кінці XVII — початку XVIII століть освоювали західне узбережжя Тихого океану і потім Російську Америку. Уздовж різних ділянок Транссибірського тракту (солікамська або Бабиновська дорога є частиною цього тракту) ставилися представниками морського купецтва храми-кораблі, в тому числі з символами першопроходництва — географічними картами, виконаними у вигляді картушів. Таких картушів на стінах храмів особливо багато розміщено в вологодскому місті Тотьмі, звідки були вихідцями багато купців-мореплавців. Так поступово визначився зовнішній контур солікамської пам'ятної дошки — «рама» картуша на храмі-фрегаті. Великий овал в центрі пам'ятної дошки нагадує обриси земної кулі. На тлі цього овалу зображено поясний портрет Григорія Демидова з вирощеним ним ананасом у руках. Ананас виконує тут роль символу могутньої ботанічної науки, здатної вирощувати екзотичні фрукти навіть у самих північних краях. Скульптурний рельєфний портрет Григорія Демидова вже був виконаний Анатолієм Григоровичем Вороною раніше, для музейної виставки.
Потім проектні документи були передані майстрам-ливарникам Солікамського магнієвого заводу: начальнику ливарного відділення Михайлу Геннадійовичу Садикову, модельщику Петру Георгійовичу Шибанову і працівникам механічного цеху. Вони виконали ювелірну художню роботу: виготовили дерев'яну модель, заформували її й зробили чавунний виливок. 25 серпня 2001 року, в день відкриття Всеросійської науково-практичної конференції «Ботанічні сади Росії», в Солікамську відкрили нову пам'ятну дошку на честь 270-річчя першого в Росії Ботанічного саду.